# Martin Henriksson Holmdahl
Martin Henriksson Holmdahl, né le 10 juin 1923 à Göteborg et mort le 11 mars 2015 à Uppsala, est un professeur suédois d'anesthésiologie, recteur de l'université d'Uppsala.

## Biographie
Diplômé en médecine de l'université d'Uppsala en 1950, il devient le responsable du département d'anesthésiologie de l'hôpital universitaire en 1953. En 1956, il obtient son doctorat avec une thèse portant sur les échanges gazeux du sang lors de l'apnée.
Il devient professeur d'anesthésiologie en 1965, puis est nommé recteur adjoint de l'université en 1970. Il devient recteur de l'université d'Uppsala en 1978 et conserve ce poste jusqu'à sa retraite, en 1989. 
En 2003, l'université crée la bourse Martin Henriksson Holmdahl pour la promotion des droits de l'homme et de la liberté, à l'occasion de son 80e anniversaire.